# Роксанн Блейз
Рокса́нн Блейз (англ. Roxanne Blaze), настоящее имя — Са́ра Энн Белло́мо (англ. Sarah Anne Bellomo; род. 3 сентября 1974, Бербанк, Калифорния) — американская порноактриса.

## Биография
Сара Энн Белломо родилась 3 сентября 1975 года в Бербанке (штат Калифорния, США). Позже она сменила имя на псевдоним Роксанн Блейз.
Её короткая карьера длилась с 1993 по 1994 год. В 1994 году Блейз выиграла три «AVN Awards». За роль в «Жюстин» она получила награды за «Лучшую женскую роль (фильм)» и «Лучшую пару в секс-сцене (фильм)» наряду с Майком Хорнером. Она разделяет награду «Best Group Sex Scene (видео)» за роль в «Блеске славы».
В дальнейшем она кратковременно снималась в «мейнстримных» кинофильмах категории B, появляясь в титрах под настоящим именем Сара Белломо.